# Вальброна
Вальброна (итал. Valbrona) — коммуна в Италии, располагается в регионе Ломбардия, подчиняется административному центру Комо.
Население составляет 2446 человек, плотность населения составляет 176 чел./км². Занимает площадь 13,92 км². Почтовый индекс — 22039. Телефонный код — 031.